# Mickey Davis
Edward J. Davis, detto Mickey (Rochester, 16 giugno 1950), è un ex cestista statunitense, professionista nella ABA e nella NBA.
È il fratello di Brad Davis.

## Carriera
Venne selezionato dai Milwaukee Bucks al settimo giro del Draft NBA 1972 (113ª scelta assoluta).